# Massengräber in Dravograd
Auf dem Gebiet der Gemeinde Dravograd in Slowenien wurden bisher (Stand 1/2024) in vier Ortschaften insgesamt fünf Massengräber gefunden.

## Bukovska Vas
In Bukovska Vas wurde ein Massengrab aus der Zeit unmittelbar nach dem Zweiten Weltkrieg gefunden.
- Das Massengrab am Haus Nr. 35 (Grobišče pri hiši 35) liegt im Wald südlich des Dorfes. Es enthält die Überreste mehrerer Kroaten, die in der zweiten Maihälfte 1945 ermordet wurden.[1]

## Otiški Vrh
In Otiški Vrh wurde ein Massengrab gefunden. 
- Das Das Bavh-Massengrab (Grobišče Pod Bavhom) befindet sich unterhalb der Bavh-Farm im westlichen Teil der Siedlung, 300 Meter nordöstlich der Hauptstraße, am steilen Rand eines bewaldeten Abhangs. Es enthält die Überreste unbekannter Opfer.[2]

## Selovec
In Selovec wurden zwei Massengräber gefunden. 
- Das Massengrab der Jeglijenek-Wiese (Grobišče Jeglijenkov travnik) befindet sich auf einer Wiese 50 Meter südöstlich des Hauses Selovec Nr. 16. Es handelt sich um einen deutlich sichtbaren Hügel, der die Überreste zweier Soldaten enthält: eines Kroaten und eines Kosaken.[3]

- Das Massengrab von Briclj (Grobišče Bricl) liegt auf einer Wiese 50 Meter westlich des Bauernhofs Bricelj bei Selovec Nr. 13. Es enthält die Überreste von fünf bis zwölf kroatischen Soldaten.[4]

## Šentjanž pri Dravogradu
In Šentjanž pri Dravogradu wurden zwei Massengräber gefunden. 
- Das Massengrab Škitek 1 (Grobišče Škitek 1) befindet sich auf einer Wiese 300 Meter westlich der Kirche. Es enthält die Überreste einer unbekannten Anzahl kroatischer Soldaten.[5]

- Das Massengrab Škitek 2 (Grobišče Škitek 2) liegt zwischen einigen Büschen neben einem Bach auf einer Wiese 250 Meter (820 ft) westlich der Kirche. Es enthält die Überreste von mindestens 62 kroatischen Soldaten.[6]